# سرهنگ دوم (ایالات متحده)
سرهنگ دوم (انگلیسی: Lieutenant colonel) عنوان یک نشان و درجه نظامی در نیروی دریایی ایالات متحده آمریکا و گارد ساحلی ایالات متحده آمریکا است.